# 尤拉舍韋
47°7′43″N 30°15′20″E / 47.12861°N 30.25556°E
尤拉舍韋（烏克蘭語：Юрашеве）是位於烏克蘭西南部的村莊，由敖德萨州贝雷济夫卡区的茲納姆揚卡市鎮負責管轄。該村始建於1815年，面積0.6平方公里，海拔高度38米，2001年人口156，人口密度每平方公里260人。